# سیارک ۷۲۸۵
سیارک ۷۲۸۵ (به انگلیسی: 7285 Seggewiss، نامگذاری:1990EX2) هفت هزار و دویست و هشتاد و پنجمین سیارک کشف شده‌است که در ۲ مارس ۱۹۹۰ کشف شد.
قدر مطلق سیارک برابر ۱۳٫۲۰ است.